# ハル・ブレイン
ハル・ブレイン（Hal Blaine, 出生名：Harold Simon Belsky, 1929年2月5日 - 2019年3月11日）は、アメリカ合衆国マサチューセッツ州出身のセッション・ドラマーでスタジオ・ミュージシャン。ロネッツの「ビー・マイ・ベイビー」のイントロのドラミングなどで知られ、1960年代から1970年代を中心に全米1位約40曲、全米10位以内約150曲を含む、延べ3万5千曲以上の録音に参加した。

## 略歴
12歳の頃、姉にプレゼントされドラムを始める。1948年にカリフォルニア州でプロの仕事を始める。サム・クック、ジャン&ディーンらのバックの仕事の後、60年代初頭フィル・スペクターのセッション・メンバーとなり一流のドラマーと認められるようになった。その後は多くのプロデューサーから起用されアメリカのポップスとロック・ミュージシャンの膨大な数のレコーディングに参加した。主にベースのジョー・オズボーン、キーボードのラリー・ネクテルとのレコーディングセッションが多く、この3人は黄金のリズム・セクションと呼ばれた。
参加した代表アーティストにエルヴィス・プレスリー、ビーチ・ボーイズ、サイモン&ガーファンクル、フランク・シナトラ、フィフス・ディメンション、モンキーズ、カーペンターズなどがいる。

## グラミー賞
1966年度から6年連続でグラミー賞最優秀レコード賞を受賞した。
- 1966年度『蜜の味』
- 1967年度『夜のストレンジャー』
- 1968年度『ビートでジャンプ』
- 1969年度『ミセス・ロビンソン』
- 1970年度『輝く星座/レット・ザ・サンシャイン・イン』
- 1971年度『明日に架ける橋』
- 1976年度『愛ある限り』
- 2018年度特別功労賞生涯業績賞

## エピソード
2000年にスタジオ・ミュージシャンとして初のロックンロール殿堂入りを果たす。
2016年ローリング・ストーン誌の選ぶ「歴史上最も偉大な100人のドラマー」において5位となる。

## 主な参加曲
参考IMDb
- コニー・フランシス 『ボーイ・ハント』1961年
- エルヴィス・プレスリー 『好きにならずにいられない』1961年『心の届かぬラヴ・レター』1962年『おしゃべりはやめて』1968年
- シェリー・フェブレー 『ジョニー・エンジェル』1962年
- カスケーズ 『悲しき雨音』1962年
- ハーブ・アルパート&ザ・ティファナ・ブラス 『悲しき闘牛』1962年『蜜の味』1965年
- クリスタルズ 『ヒーズ・ア・レベル』1962年『Da Doo Ron Ron（ハイ・ロン・ロン）』1963年
- ボビー・ヴィー 『燃ゆる瞳』1963年
- ザ・ロネッツ 『ビー・マイ・ベイビー』1963年
- ジャン&ディーン 『サーフ・シティ』1963年『デッドマンズ・カーヴ』『パサデナのおばあちゃん』1964年
- ローン・グリーン 『リンゴー』1964年
- ディーン・マーティン 『誰かが誰かを愛してる』1964年
- ロイ・オービソン 『It's Over』1964年
- ザ・ビーチ・ボーイズ 『サーファー・ガール』1963年『ファン・ファン・ファン』『アイ・ゲット・アラウンド』1964年『カリフォルニア・ガールズ』『バーバラ・アン』1965年『素敵じゃないか』『スループ・ジョン・B』『神のみぞ知る』『グッド・ヴァイブレーション』1966年
- サイモン&ガーファンクル 『冬の散歩道』『早く家へ帰りたい』『アイ・アム・ア・ロック』1966年『ミセス・ロビンソン』1968年『ボクサー』1969年『明日に架ける橋』『コンドルは飛んでいく』1970年
- ソニー&シェール 『I Got You Babe』1965年
- バーズ 『ミスター・タンブリン・マン』1965年
- バリー・マクガイア 『明日なき世界』1965年
- ゲイリー・ルイス&ザ・プレイボーイズ 『恋のダイアモンド・リング』『君のハートは僕のもの』1965年
- Tボーンズ 『真赤な太陽』[10]1966年 ※日本のみヒット
- ママス&パパス 『夢のカリフォルニア』1965年『マンデー・マンデー』1966年
- ジョニー・リバース 『秘密諜報員』1966年
- ヴォーグス 『マイ・スペシャル・エンジェル』1966年
- ペトゥラ・クラーク 『マイ・ラブ』1966年
- フランク・シナトラ 『夜のストレンジャー』『That's Life』1966年
- ナンシー・シナトラ 『にくい貴方』『シュガー・タウンは恋の町』1966年
- ポール・リヴィア&ザ・レイダーズ『Kicks』1966年『Hungry』『Indian Reservation』1968年
- フランク・シナトラ&ナンシー・シナトラ 『恋のひとこと』1967年
- グラス・ルーツ『今日を生きよう』1967年『真夜中の誓い』1968年
- スプリームス 『恋にご用心（The Happening）』1967年
- アソシエイション 『ウィンディ』『Never My Love』1967年
- モンキーズ 『MaryMary』1966年『恋はちょっぴり』1967年
- リチャード・ハリス 『マッカーサー・パーク』1968年
- ヘンリー・マンシーニ楽団『ロミオとジュリエット～愛のテーマ』 1968年
- ケニー・ロジャース&ファースト・エディション『Just Dropped』1968年
- 島倉千代子 『愛のさざなみ』[11]1968年
- フィフス・ディメンション 『ビートでジャンプ』1967年『輝く星座/レット・ザ・サンシャイン・イン』『ウェディング・ベル・ブルース』1969年
- トミー・ロウ 『ディジー』1969年
- パートリッジ・ファミリー 『悲しき初恋』1970年
- ニール・ダイアモンド 『クラックリン・ロージー』1970年『ソング・サング・ブルー』1972年
- カーペンターズ 『遙かなる影』1970年『トップ・オブ・ザ・ワールド』1973年
- アメリカ 『ヴェンチュラ・ハイウェイ』1972年
- シェール 『ハーフ・ブリード』1973年
- バーブラ・ストライサンド『 追憶』1973年
- ジョン・デンバー 『緑の風のアニー』1974年『すばらしきカントリー・ボーイ』『I'm Sorry』1975年
- キャプテン&テニール 『愛ある限り』1975年
- ダイアナ・ロス 『マホガニーのテーマ』1976年